# Maximilian Bathon
Maximilian Bathon (* 16. Januar 1991 in Bonn) ist ein deutscher Sozialversicherungsfachangestellter, Politiker (CDU) und seit 2024 Mitglied des Hessischen Landtags.

## Leben
Bathon ist römisch-katholisch, verheiratet und hat ein Kind. 2010 legte er sein Abitur an der Max-Eyth-Schule in Kassel ab und machte von 2010 bis 2013 eine Ausbildung als Sozialversicherungsfachangestellter bei der Barmer Ersatzkasse in Kassel. Zwischen 2013 und 2015 arbeitete er als Vertriebsbeauftragter der Barmer in Göttingen, von 2015 bis 2017 als Feedbackgeber und von 2017 bis 2022 als Teamleiter bei der Barmer in Kassel.
Bei der Landtagswahl in Hessen 2023 konnte er mit 24,2 % den Wahlkreis Kassel-Stadt II, eine SPD-Parteihochburg, gewinnen und ist seit Januar 2024 direkt gewählter Landtagsabgeordneter im Hessischen Landtag.